# Eriks wonderbaarlijke reis
Eriks wonderbaarlijke reis (1979) is een hoorspel en een bewerking van Godfried Bomans' "Erik of het klein insectenboek" uit 1940. Muziek en tekst van "Eriks wonderbaarlijke reis" werden verzorgd door Willem Frederik Bon. Het Brabants Orkest was uitvoerende en Luc Lutz vertelde het verhaal.
In dit hoorspel werd ieder personage weergegeven door een of meerdere instrumenten, een overzicht hiervan volgt later. Luc Lutz vertelde hoe de personages met elkaar in aanraking kwamen en wat zij samen beleefden.

## Personages en instrumenten
| Personage | Instrument                              |
| --------- | --------------------------------------- |
| Erik      | Hobo                                    |
| Wesp      | Trompet met demper                      |
| Bromvlieg | Contrabas                               |
| Hommel    | Engelse hoorn                           |
| Slak      | Tuba                                    |
| Vlinder   | Fluit en piccolo                        |
| Spin      | Klarinet en basklarinet                 |
| Torren    | 2 Hoorns, trombone en tuba              |
| Mol       | Pauken, grote en kleine trom en bekkens |
| Worm      | Fagot en contrafagot                    |
| Mieren    | Harp en strijkers                       |

## Productie lp
Het hoorspel is op verschillende locaties en in samenwerking met de AVRO en de NOS uitgevoerd. De lp (1982), uitgebracht door Philips, vertelt niet alleen het verhaal van Erik, maar maakt tevens, aan de hand van illustraties, duidelijk welke personages door welke instrumenten worden vertaald.
| Functie                   | Uitvoering                               |
| ------------------------- | ---------------------------------------- |
| Muziek en tekst           | Willem Frederik Bon, Het Brabants Orkest |
| Verteller                 | Luc Lutz                                 |
| Locatie van opname        | Het Turfschip, Breda                     |
| Plaatproductie            | Willem Frederik Bon, Hein Hoefnagels     |
| Plaatmontage              | Henk Horden                              |
| Realisatie en coördinatie | Hein Hoefnagels                          |
| Hoesontwerp voorzijde     | Saskia Bon                               |